# V592 Возничего
V592 Возничего (лат. V592 Aurigae), HD 282589 — одиночная переменная звезда в созвездии Возничего на расстоянии приблизительно 516 световых лет (около 158 парсеков) от Солнца. Видимая звёздная величина звезды — от +11,53m до +11,43m.

## Характеристики
V592 Возничего — жёлтый карлик, эруптивная переменная звезда типа RS Гончих Псов (RS) спектрального класса G0. Радиус — около 1,18 солнечного, светимость — около 0,801 солнечной. Эффективная температура — около 5026 K.